# 牯岭勾儿茶
牯岭勾儿茶（学名：Berchemia kulingensis）为鼠李科勾儿茶属下的一个种。

## 扩展阅读
- 維基物種上的相關：牯岭勾儿茶